# Liste britischer Erfinder und Entdecker
Die Liste britischer Erfinder und Entdecker ist eine Liste von Erfindern und Entdeckern aus dem Vereinigten Königreich in alphabetischer Reihenfolge des Familiennamens.

## A
- Frederick Augustus Abel: Schießbaumwollenherstellung 1865
- George Anson: Weltumsegler und Admiral, kartografierte 1740–1744 große Bereiche des Pazifiks, z. B. die Marianen
- Augustus Applegath: Rundbiegen von Stereos 1816, Vierzylinderpresse 1828, Buchdruck-Schnellpresse 1846/47 (jeweils mit Edward Cowper), Tischfärbung
- Frederick Scott Archer: Kollodium-Nassplatte (Negativfilm) 1850/51 (mit Gustave Le Gray)
- Richard Arkwright: Spinnen, Waterframe-Spinnmaschine, Kardieren, Streckbank

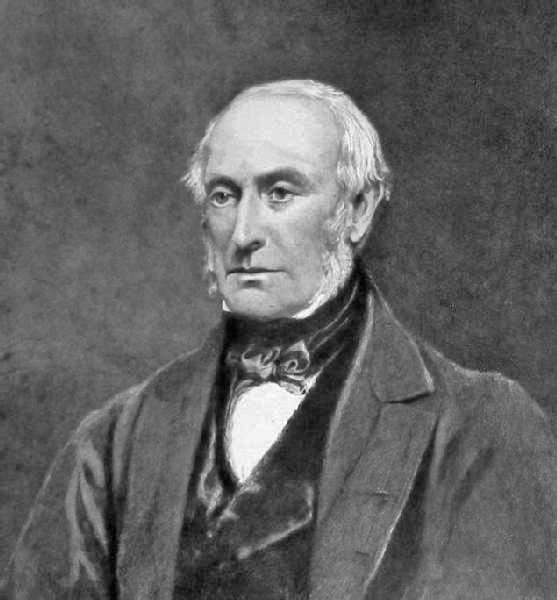
William George Armstrong, 1. Baron Armstrong

- William George Armstrong: hydraulischer Kran
- John Arnold: Zylindrische Spirale für Chronometer, 1775
- Neil Arnott: Hydrostatisches Bett (Wasserbett)
- Joseph Aspdin: Erfinder des Portlandzements
- Stain Atkinson: Komplettgießmaschine 1862 (mit John Robert Johnson)
- George Atwood: Atwoodsche Fallmaschine 1784
- James Ayscough: Sonnenbrille 1752

## B
- Charles Babbage: Rechenmaschine, Analytical Engine, Differenzmaschine, Vorstufe des Computers
- Francis Bacon: Wegbereiter des Empirismus
- Richard Bacon: Schnellpresse 1813 (mit Bryan Donkin)
- Roger Bacon: magnifizierendes Glass; evtl. Brille (zweifelhaft)
- William Baffin: Seefahrer, Baffin Bay, Baffininsel
- Alexander Bain: elektrische Uhr 1841, Fax 1842/43, Aufzeichnung telegraphischer Nachrichten auf eine Papierscheibe 1849
- John Logie Baird: Mechanisches Fernsehen
- Samuel White Baker: Afrikaforscher Entdecker des Albertsee und der Murchison-Fälle
- John Barber: Gasturbine 1791
- Edward Barlow: Rechenschlagwerk 1668, Zylinderhemmung 1695
- Robert Barron: Tresorschloss 1778
- William Bateson: prägte 1906 den Begriff Genetik
- Trevor Baylis: aufziehbares Radio
- Wiliam Baylis: Gemeinsam mit Ernest Starling entdeckte Bayliss 1902 das Hormon Sekretin und gemeinsam die Peristaltik des Verdauungstraktes; er verwendete auch erstmals den Begriff Hormon; Bayliss-Effekt
- Alexander Graham Bell: (Schottland und USA) – Telefon 1876
- Jocelyn Bell Burnell: Astrophysiker, Nobelpreis, Mitentdecker des ersten Neutronensterns (gemeinsam mit Antony Hewish und Martin Ryle)

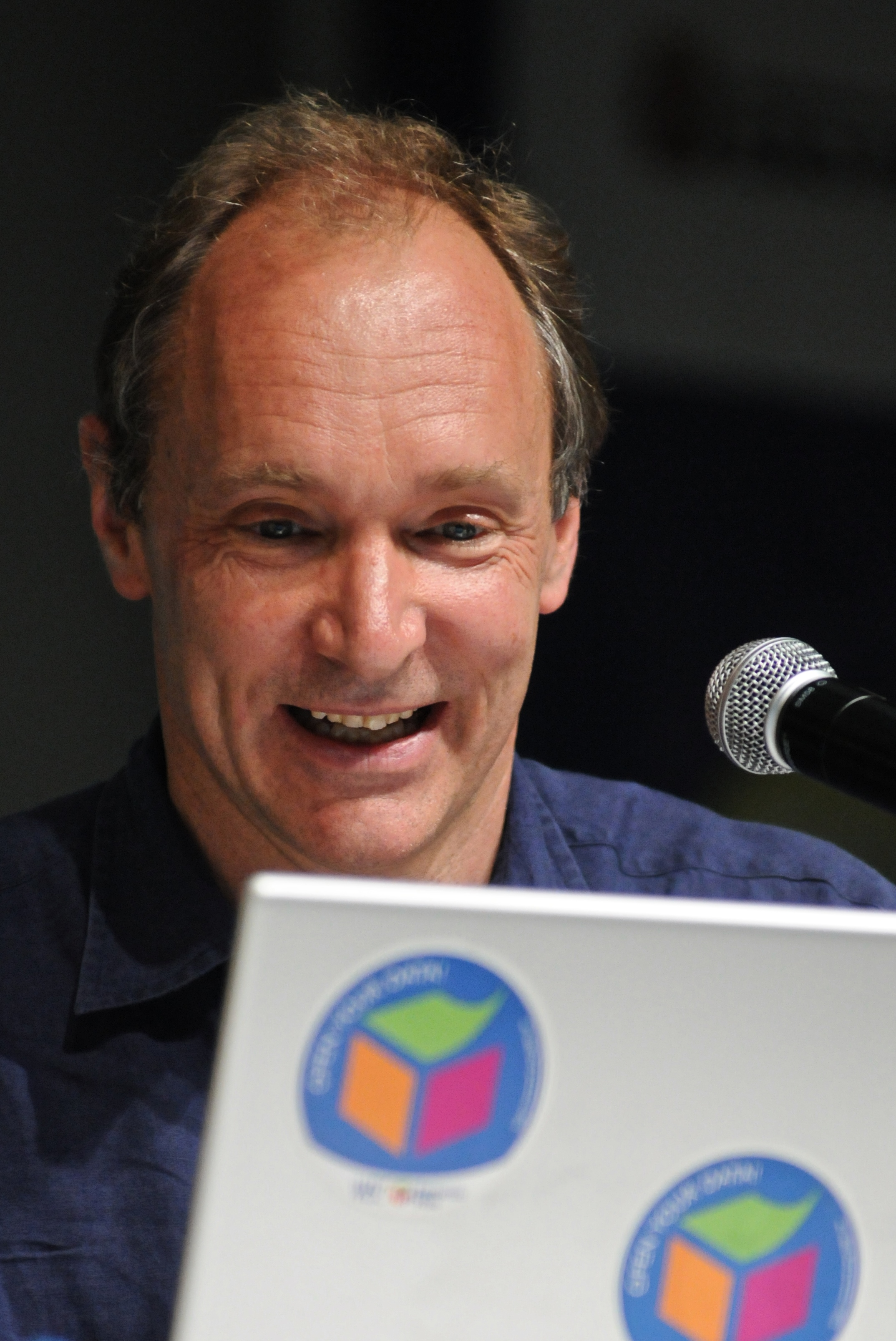
Tim Berners-Lee, 2009

- Tim Berners-Lee: Erfinder des World Wide Web
- John Bentley: Internet über Fernsehen
- Henry Bessemer: Bessemerbirne, Windfrischverfahren zur Stahlerzeugung 1855/56
- Thomas Bewick: Holzstich Ende 18. Jahrhundert
- Benjamin Biram: Flügelrad-Anemometer (Biram’s Anemometer) 1842 oder 1844
- Joseph Black: Entdecker des Kohlenstoffdioxids, des Elements Magnesium und der latenten Wärme.
- John Blenkinsop: Dampflokomotive mit Zahnrad und Zahnstange 1811
- William Bligh: Entdecker der Bounty-Inseln, einiger Fidschi-Inseln und Teilen der Neuen Hebriden
- Katharine Burr Blodgett: nicht reflektierendes Glas, Langmuir-Blodgett-Schicht
- Alan Dower Blumlein: Stereo-Aufzeichnung 1931
- Hubert Cecil Booth: Staubsauger 1901
- Frank Bowden: Bowdenzug 1902 (vermeintlich)
- William Henry Bragg: Bragg-Gleichung (Nobelpreis)
- Joseph Bramah: hydraulische Presse 1795, Pumpen, Zapfanlage, Rundsiebpapiermaschine 1805
- Harry Brearley: rostfreier Stahl
- David Brewster: Kaleidoskop 1816, dioptrisches Stereoskop 1849
- Robert Brown, Zellkern bei Pflanzen, 1831
- Samuel Brown: Kettenschlösser
- Edwin Beard Budding: mechanischer Spindelmäher
- Richard Francis Burton: Afrikaforscher

## C
- Verney Lovett Cameron: Afrikaforscher
- Howard Carter: Grab des Tutanchamun, 1922
- Archie Cochrane: Evidenzbasierte Medizin
- Joseph Constantine Carpue: plastische Nasenoperation, Rhinoplastik
- Edmund Cartwright: mechanischer Webstuhl (1784) (Patent 1785)
- Henry Cavendish: Chemiker, Entdeckung des Wasserstoffs
- George Cayley: Segelflugzeug 1852, Speichenrad, Kettenlaufwerk
- James Chadwick: Entdeckung des Neutrons, (Nobelpreis)
- Ernst Boris Chain: Penicillin 1928 (mit Fleming, Florey)
- Richard Chancellor: erreichte 1553 auf der Suche nach der Nordostpassage die Dwinabucht im Weißen Meer
- John Charnley: Pionier der Hüft-Endoprothese
- Dugald Clerk: Zweitaktmotor 1878
- Henry Clothier: Schaltschrank um 1904
- John Douglas Cockcroft: Teilchenbeschleuniger 1929 (mit Ernest Thomas Sinton Walton)
- Christopher Cockerell: Luftkissenfahrzeug (Luftkissenboot) (Hovercraft) 1954
- James Cook: Nachweise, dass die Nordwestpassage zwischen Atlantik und Pazifik undurchführbar ist und der lange vermutete Südkontinent nicht existiert. Wichtig wurden auch seine Maßnahmen gegen den Skorbut.
- Thomas Cook: Gruppenreise 1841, Reisebüro 1845, Pauschalreise (Nilkreuzfahrt) 1869
- William Fothergill Cooke: elektrische Telegrafie 1837, 1-Nadel-Telegraf 1845
- Henry Cort: Eisenwalzwerk, Puddelverfahren 1783/84
- William Cotton: Cottonwaage (magnetische Waage)
- William Cotton: Kulierwirkmaschine (Cottonmaschine)
- Edward Alfred Cowper: Cowper (Hochöfen-Winderhitzer), Fahrrad-Tangentialspeichen 1868
- Alan Cox: Software-Entwickler, einer der ersten und bekanntesten Linux-Kernel-Entwickler
- Thomas Russell Crampton: dampfgetriebene Fahrmaschine 1834, Crampton-Lokomotive 1843

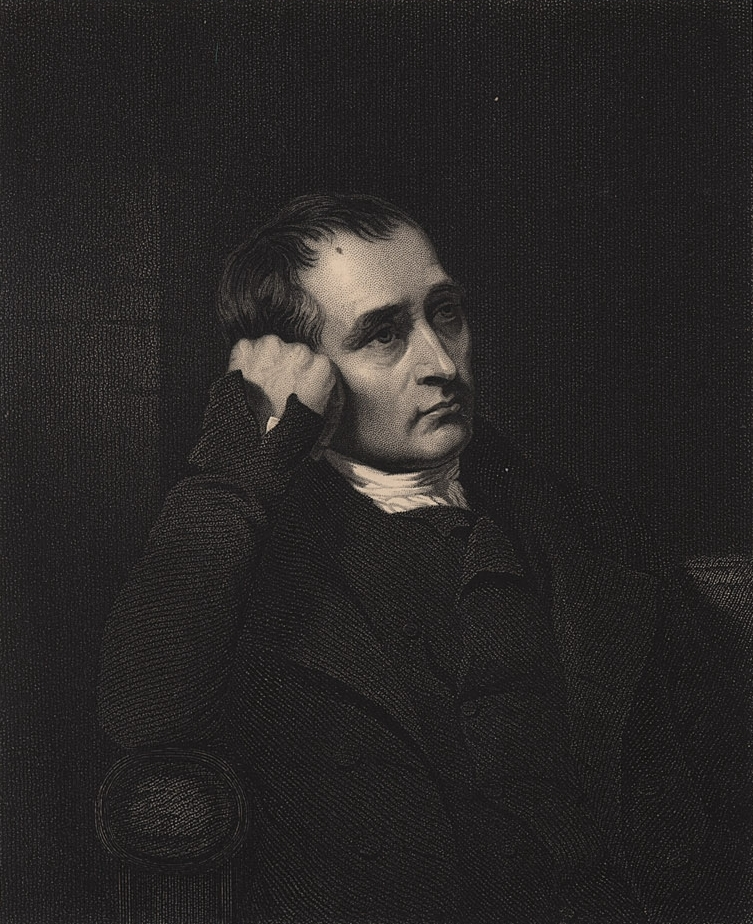
Samuel Crompton.

- Francis Crick: Biochemiker, (Nobelpreis), entdeckte zusammen mit James Watson die Molekularstruktur der Desoxyribonukleinsäure (DNA).
- Samuel Crompton: Spinnmaschine Spinning Mule 1779
- William Crookes: Lichtmühle (Radiometer)
- William Cruickshank: gechlortes Wasser
- William Cullen: Kühlschrank
- Alexander Cumming: Wasserklosett mit Siphon 1775

## D

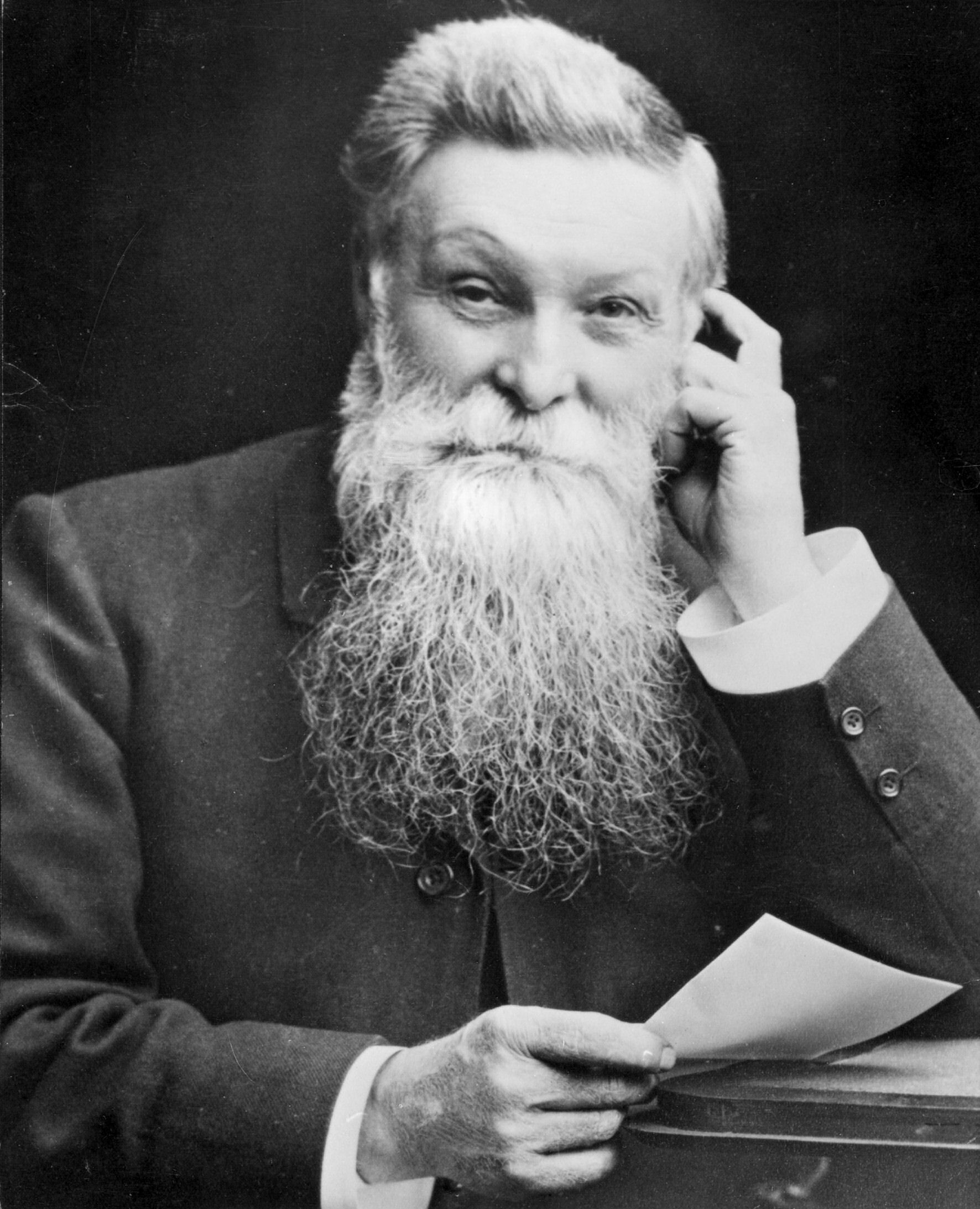
John Boyd Dunlop.

- Abraham Darby I: Sandformguss 1707, Eisenschmelzen mit Koks 1709
- Abraham Darby II: Hochofen-Eisenerzeugung mit Koks 1735
- Erasmus Darwin: horizontale Windmühle, kippsichere Kutsche 1766, Caisson-Hebewerk für Binnenschiffe 1777, künstlicher Vogel, Kopiermaschine 1778, Wetterbeobachtungsgeräte, artesischer Brunnen 1783, sprechende Maschine 1799
- John Daugman: biometrische Iriserkennung
- Charles Darwin: Begründer der modernen Evolutionstheorie
- Robert Davidson: Elektrolokomotive 1837
- Donald Watts Davies: Pionier der Informationstechnologie
- John Davis: erforschte ab 1585 die polaren Meere und Küsten
- Humphry Davy: Chemiker, lichtempfindliches Silbersalz (Silberjodid), Grubenlampe (Davy-Lampe), Bogenlampe 1809
- James Dewar: Dewargefäß (Thermoskanne) 1892, Rauchloses Pulver, Kordit
- William Kennedy Laurie Dickson: Schottland/USA – Filmkamera, Kinetograph, Kinetoskop (mit Edison)
- Paul Dirac: Vorhersage des Positrons; Dirac-Gleichung
- Ian Donald: Ultraschallbild (Sonographie) 1958
- Francis Drake: erster englischer Weltumsegler zwischen 1577 und 1580
- Thomas Drummond: Drummondsches Licht 1826
- John Boyd Dunlop: (GB/Irland) luftgefüllter Reifen
- Peter Durand: Konservendose
- James Dyson: Staubsauger mit Fliehkraftabscheider 1980er

## E
- Arthur Stanley Eddington: Astronom, Eddington-Grenze
- Thomas Edmondson: Edmondsonsche Fahrkarte, 1839
- Robert Edwards: In-vitro-Fertilisation (IVF, Reagenzglasbefruchtung) (mit Patrick Steptoe), 1978
- Anthony Epstein: Entdeckung und Beschreibung des Epstein-Barr-Virus (gemeinsam mit Yvonne Barr und Bert Achong), 1964

## F

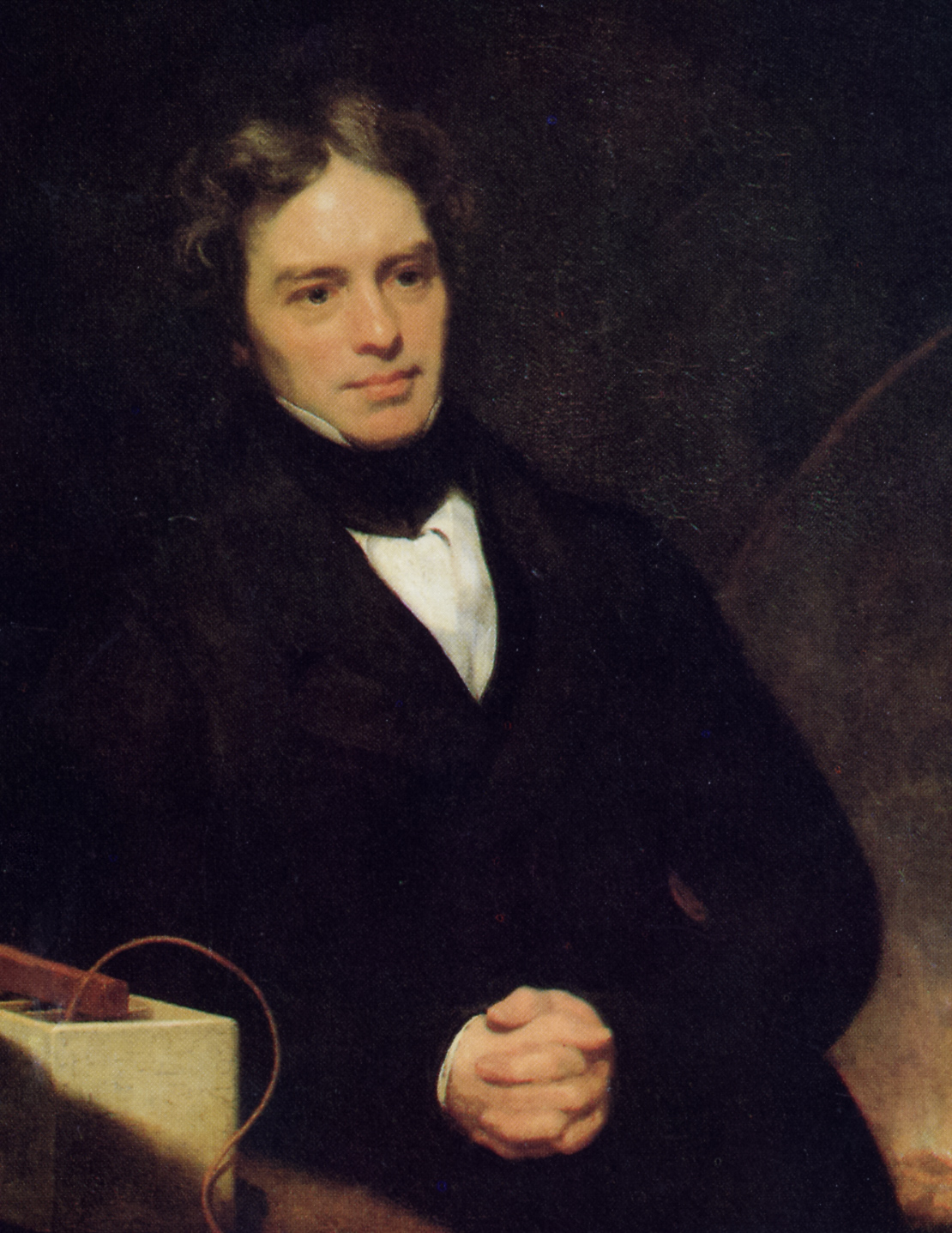
Michael Faraday.

- Michael Faraday: elektrischer Transformator, Faradaysche Gesetze, Entdecker des Benzols und des Buten
- Eric Fawcett: Polyethylen 1933 (mit Reginald Gibson)
- Samuel Fedida: Bildschirmtext 1968/1975
- Marc Feldmann: ihm gelang mit Antikörpern gegen TNF-α die Entdeckung einer Therapie gegen rheumatische Arthritis
- Patrick Ferguson: Ferguson-Büchse 1776
- Sebastian Ziani de Ferranti: Bogenlicht für Straßenlaternen 1877, Ferranti-Dynamo 1880, Ferranti-Effekt 1890
- Alexander Fleming: Penicillin 1928 (mit Ernst Boris Chain)
- John Ambrose Fleming: Röhrendiode (Diode, Gleichrichterröhre, Flemingventil) 1900 (Patent 1904)
- Tommy Flowers: Vorläufer eines Computers, der Colossus
- Robert Foulis: GB/Kanada – Leuchtturm-Beleuchtung 1852, dampfbetriebenes Nebelhorn (Nebel-Dampfpfeife) 1852
- John Fowler: Dampfpflug 1858, Drainagesystem 1850
- Thomas Fowler: Zentralheizung 1828, hölzerne Rechenmaschine 1840
- Charles Fox: Eisenbahnweiche, Weichenstellmechanismus 1832
- Samuel Fox: Drahtgestell für Regenschirm 1851 (en)
- William Friese-Greene: Kinematographie
- Martin Frobisher: entdeckte 1576 auf der Suche nach der Nordwestpassage die nach ihm benannte Frobisher-Bucht
- John Franklin: Polarforscher, der 1847 auf der Suche nach der Nordwestpassage starb

## G

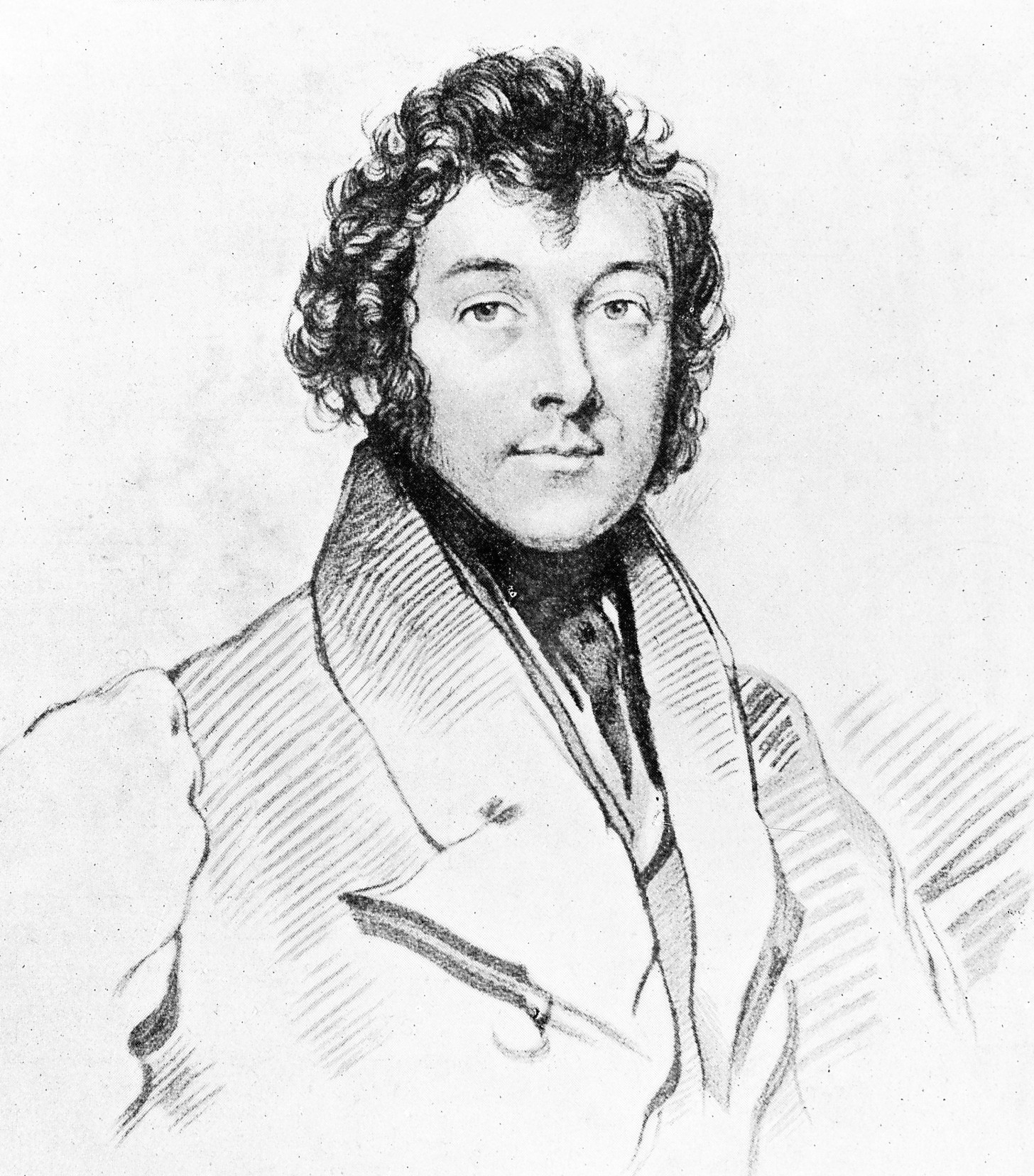
Goldsworthy Gurney

- William Edward Gaine: vegetabilisches Pergament (Echt-Pergamentpapier) 1853
- Francis Galton, „Vater“ der Verhaltensgenetik, Identifizierung von Personen durch Fingerabdruck
- Herbert William Garratt: Garratt-Lokomotive 1907
- Reginald Oswald Gibson: Polyethylen 1933 (mit Eric William Fawcett)
- Percy Carlyle Gilchrist: Thomas-Verfahren (Eisenentphosphorung) 1876/77 (mit Sidney Thomas)
- Lewis Gompertz: Handantrieb für Draisinen 1821
- Richard Hall Gower: Schiffsrumpf, Takelung
- George Graham: Graham-Hemmung 1715, Zylinderhemmung 1720, Kompensationspendel 1726
- Joseph Mortimer Granville: Elektrischer Vibrator 1883
- William Grove: Miterfinder der Brennstoffzelle
- John Gurdon: Klonen von Tieren 1970
- Goldsworthy Gurney: Dampfomnibus 1826, Schneidbrenner, Blasrohr

## H
- John Hadley: moderner Sextant, Oktant 1731 (neben Thomas Godfrey)
- Chester Moor Hall: achromatische Linse 1733
- Edmond Halley: Taucherglocke 1690
- John Harington: Wasserklosett 1596
- John Harrison: Schiffschronometer 1735 und 1759
- James Hargreaves: industrielle Spinnmaschine Spinning Jenny
- William Harvey: Blutkreislauf, 1628
- John Harwood: Automatikuhr 1923
- Oliver Heaviside: Heaviside-Funktion
- John Hetherington: Zylinder 1797
- Antony Hewish: Astrophysiker, Nobelpreis, Mitentdecker des ersten Neutronensterns (gemeinsam mit Jocelyn Bell Burnell und Martin Ryle)
- Peter Higgs: Entwicklung des Higgs-Mechanismus

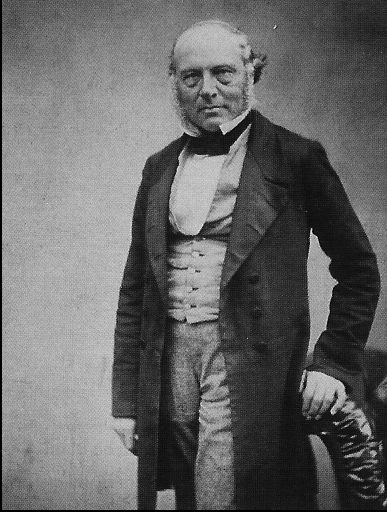
Rowland Hill

- Rowland Hill: „Vater“ der Briefmarke
- Robert Hooke: Unruh (Uhr) 1658, Fotografische Blende (Iris-Diaphragma)
- Frederick Gowland Hopkins: gilt als Begründer der Vitaminforschung. In der Milch entdeckte er die Vitamine A und B. Bei den Aminosäuren entdeckte er Glutathion und Tryptophan
- Frank Hornby: Meccano-Metallbaukasten
- William George Horner: Horner-Schema
- Godfrey Hounsfield: Computertomographie 1973 (mit Allan M. Cormack)
- Edward Charles Howard: Knallquecksilber-Synthese 1799 (neben Johannes Kunckel)
- Henry Hudson: erforschte zwischen 1607 und 1611 mehrfach die Nordwestpassage
- David Edward Hughes: Hughes Fernsprecher
- Benjamin Huntsman: Stahlguss 1746 (1742?, 1740?)
- James Hutton: Geologe, Begründer der modernen Geologie, speziell der Vorstellung des Kreislaufs der Gesteine und des Aktualismus (mit Karl Ernst Adolf von Hoff und Charles Lyell)

## J

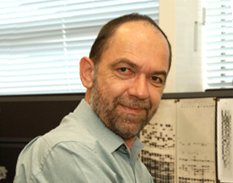
Alec John Jeffreys.

- Alec John Jeffreys: Genetischer Fingerabdruck 1985
- Edward Jenner: Pocken-Impfung 1796
- Isaac Charles Johnson: Klinker
- Henry Hamilton Johnston: Afrikaforscher, Entdeckung des Okapi
- James Prescott Joule: Joulesches Gesetz, Joule-Thomson-Effekt
- Brian D. Josephson: Physiker (Nobelpreis) – Josephson-Effekt

## K
- Henry Kater: Reversionspendel 1817/18, floating collimator für Fernrohre
- John Kay: Schnellschusswebstuhl 1733
- Janet Keiller: Bitterorangenmarmelade vor 1797
- John Kerr: Kerr-Effekt 1875, Kerr-Zelle
- Frederic Stanley Kipping: Silikon 1904
- Kane Kramer: digitaler Musikspieler 1979

## L

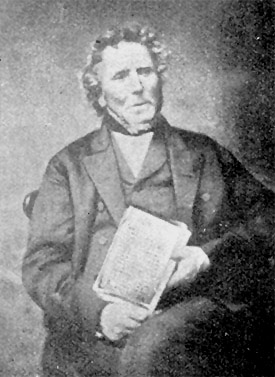
James Bowman Lindsay.

- Charles Lapworth, Geologe, Ordovizium
- Robert John Le Mesurier McClure: entdeckte 1850 die Nordwestpassage
- Frederick William Lanchester: Winglet 1897
- William Lee: Handkulierstuhl
- James Bowman Lindsay: Glühlampe 1835, Unterwassertelegrafie 1843/53, Elektroschweißen 1835
- Joseph Lister, 1. Baron Lister: „Vater“ der antiseptischen Chirurgie, „Listieren“, Listiergerät
- Samuel Lister: Luftbremse für Eisenbahnen, Lister Walzenkamm, Seidenkamm, Samtwebstuhl
- James Livesey: Falzmaschine 1851
- David Livingstone: Afrikaforscher
- Archibald Low: Bildübertragung (Fernseh-Vorläufer) 1914, Funk-Fernsteuerung 1917
- Charles Lyell: Geologe, Aktualismus (Karl Ernst Adolf von Hoff und James Hutton)

## M
- Alexander MacKenzie: Erkundung des Mackenzie River bis zur Mündung in Kanada
- Charles Macintosh: wasserdichter Regenmantel 1823, Rettungsweste, Stahlbereitung durch Glühen des Eisens in Kohlenwasserstoffgas 1825
- Richard Leach Maddox: Bromsilber-Gelatine-Trockenplatte 1871
- George William Manby: Feuerlöscher

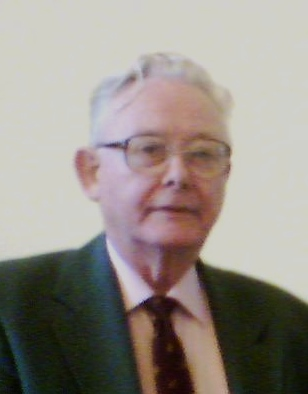
Peter Mansfield.

- Peter Mansfield: Magnetresonanztomographie (Kernspintomograph) 1973 (mit Paul Christian Lauterbur)
- James Marsh: Marshsche Probe, klassische Nachweisreaktion in der Chemie und Gerichtsmedizin für Arsen, Antimon und Germanium 1836
- John Nevil Maskelyne Schreibmaschine 1889, Telegraphie, Bahnsignale, münzgesteuertes Toilettenschloss
- Henry Maudslay: Leitspindeldrehbank (Drehmaschine zum Schraubendrehen) um 1810, Messschraube 1829
- Hiram Maxim: Maschinengewehr
- James Clerk Maxwell: Farbfotografie (mit Thomas Sutton)
- John Loudon McAdam: Makadam 1815
- Thomas McCall: Stangenveloziped 1869
- Francis Leopold McClintock: erforschte in den 1850er Jahren die kanadisch-arktische Inselwelt
- Andrew Meikle: Dreschmaschine 1786
- Henry Mill: Vorläufer der Schreibmaschine Patent 1714
- Samuel Morland: Rechenmaschinen, Ventilkolbenpumpe (Wasserpumpe) 1675, Sprechtrompete 1671, Metallfeuerherd 1666
- Roderick Murchison, Geologe, Silur; Devon (gemeinsam mit Adam Sedgwick)
- William Murdoch: Gaslicht 1792
- Eadweard Muybridge: Zoopraxiskop, Fotograf und Pionier der Fototechnik

## N
- Edward Nairne: Radiergummi 1770
- John Napier: Logarithmus

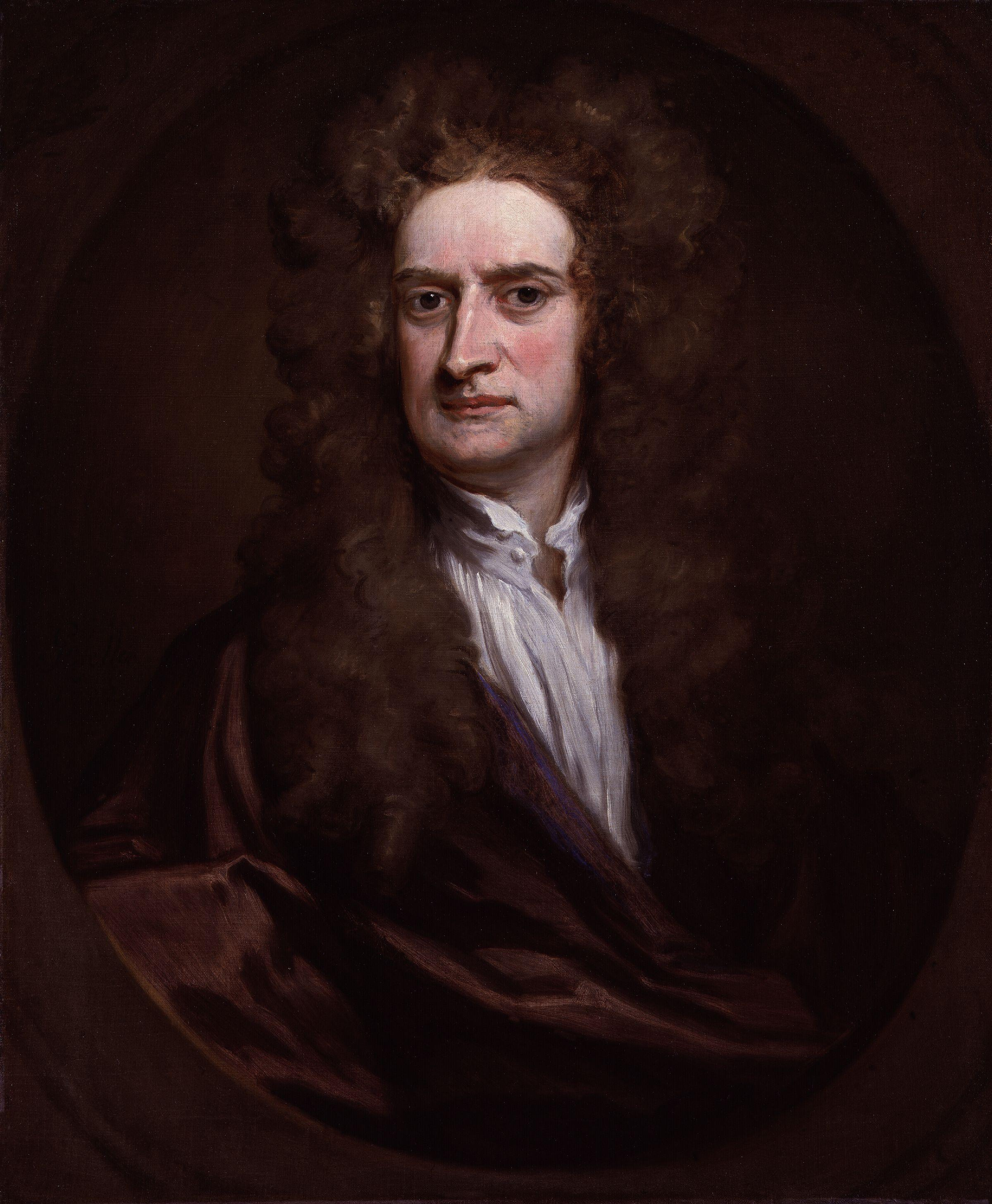
Isaac Newton, 1702

- James Nasmyth Dampfhammer 1839, Nasmyth-Teleskop
- James Beaumont Neilson: Erste Winderhitzer, genauer Röhrenwinderhitzer für Hochöfen
- Thomas Newcomen: atmosphärische Dampfmaschine zur Wasserhaltung 1712
- Isaac Newton: Spiegelteleskop 1668/72, Infinitesimalrechnung 1670er
- William Nicholson: Aräometer 1790

## O

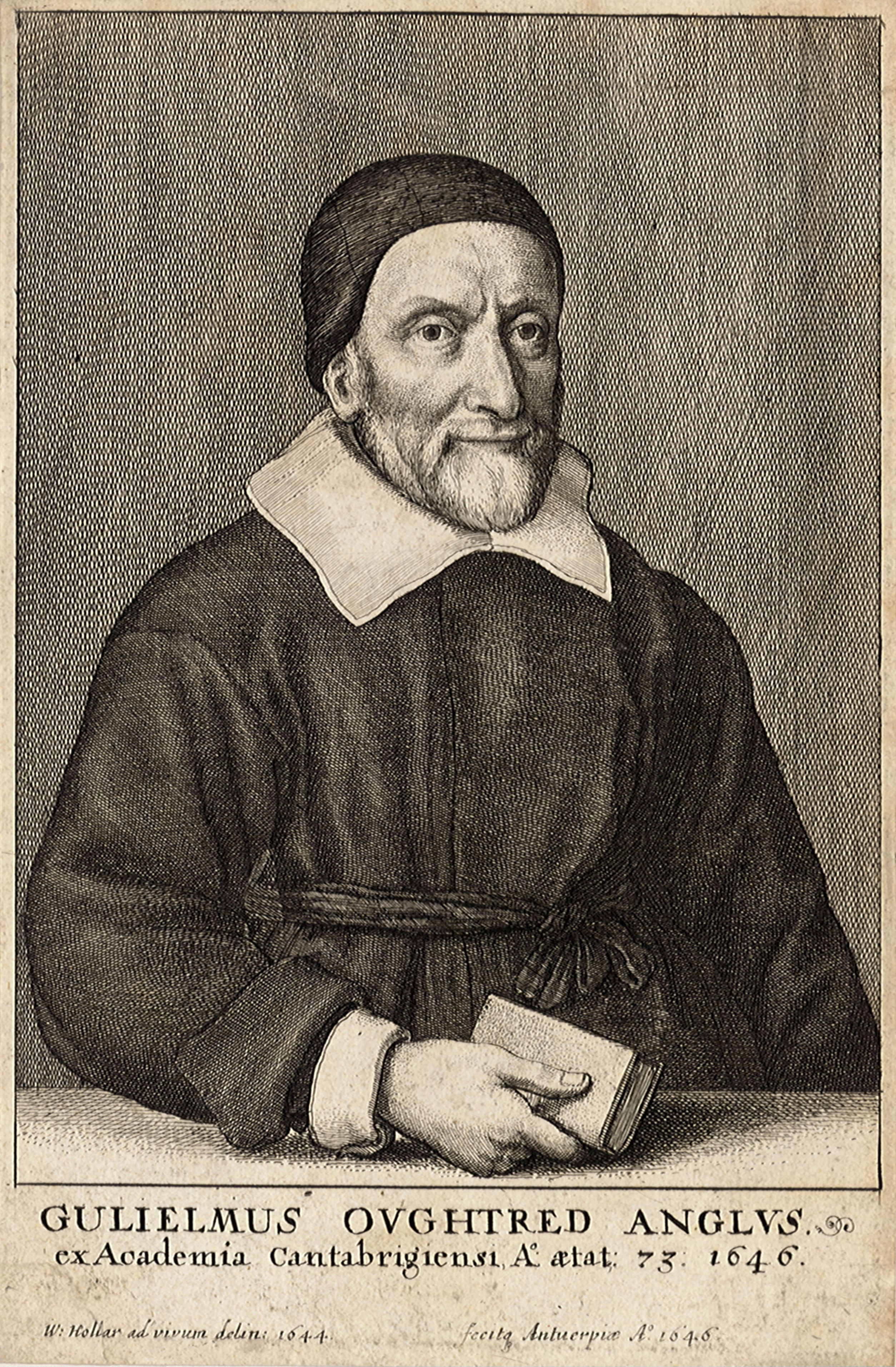
William Oughtred.

- William Oughtred: Mathematiker, führte 1631 das Malzeichen „×“ und das Geteiltzeichen „/“ ein und ebenso für die Kreiszahl das Zeichen „\pi“.
- John O’Keefe, Neurowissenschaftler, Mitentdecker der Zellen, die räumliche Orientierung möglich machen, im Gehirn (gemeinsam mit den norwegischen Neurowissenschaftlern May-Britt Moser und Edvard Moser)
- Richard Owen: Während seiner Untersuchungen an in Großbritannien gefundenen Reptilienfossilien prägte er 1841 den Begriff „Dinosauria“.

## P
- Frank Pantridge (Nordirland): tragbarer Defibrillator, 1965
- John Ayrton Paris: Thaumatrop (Wunderscheibe) 1824 oder 1827
- William Edward Parry: befuhr zwischen 1819 und 1827 große Teile der Nordwestpassage
- Alexander Parkes: Zelluloid
- Charles Algernon Parsons: mehrstufige Dampfturbine 1884
- William Henry Perkin: Mauvein (Anilinfarbe) 1856, Perkin-Reaktion 1868
- Stephen Perry: Gummiband
- William Petrie: selbstregulierende Bogenlampe 1847 (mit William Edwards Staite)
- Alastair Pilkington: Floatglasherstellung 1959
- Joseph Priestley: Sodawasser 1772

## R
- John Ramsbottom: Sicherheitsventile für Dampfdruckkessel 1856, Dichtungsringe 1852, Trog (Eisenbahn) 1861, Keilsystem zur Gewichtsverteilung von Dampflokomotiven 1864
- John Rae: erforschte zwischen 1846 und 1854 kanadische Gebiete
- William Ramsay: Entdeckung der Edelgas-Elemente und deren Einordnung in das Periodensystem; Edelgase Argon, Krypton, Xenon, Neon und Helium
- John William Strutt, 3. Baron Rayleigh: Bestimmung der Dichte der wichtigsten Gase und für die Entdeckung des Argons. Rayleigh-Streuung (Nobelpreis)
- Robert Recorde: Mathematiker, führte als erster das Gleichheitszeichen „=“ an.
- Lewis Fry Richardson: berechnete die erste Wettervorhersage und begründete damit die Methode der numerischen Wettervorhersage
- Isaac Roberts: Astronom, ein Pionier auf dem Gebiet der Fotografie von astronomischen Nebeln
- Richard Roberts: erfand das Vorgelege und lose Stufenscheiben an der Drehmaschine und es wird vermutet, dass er die Selbstauslösung des Werkzeugschlittens erfand; Selfaktor (Spinnmaschine) um 1825, Hobelmaschine 1817, Vorgelegewelle
- John Roebuck: Bleikammerverfahren zur Schwefelsäurensynthese 1746
- James Clark Ross: unternahm 1818–1836 zahlreiche Expeditionen in die Arktis und 1839–1843 Fahrten zur Antarktis
- Martin Ryle: Astrophysiker, Nobelpreis, Mitentdecker des ersten Neutronensterns (gemeinsam mit Antony Hewish und Jocelyn Bell Burnell)

## S

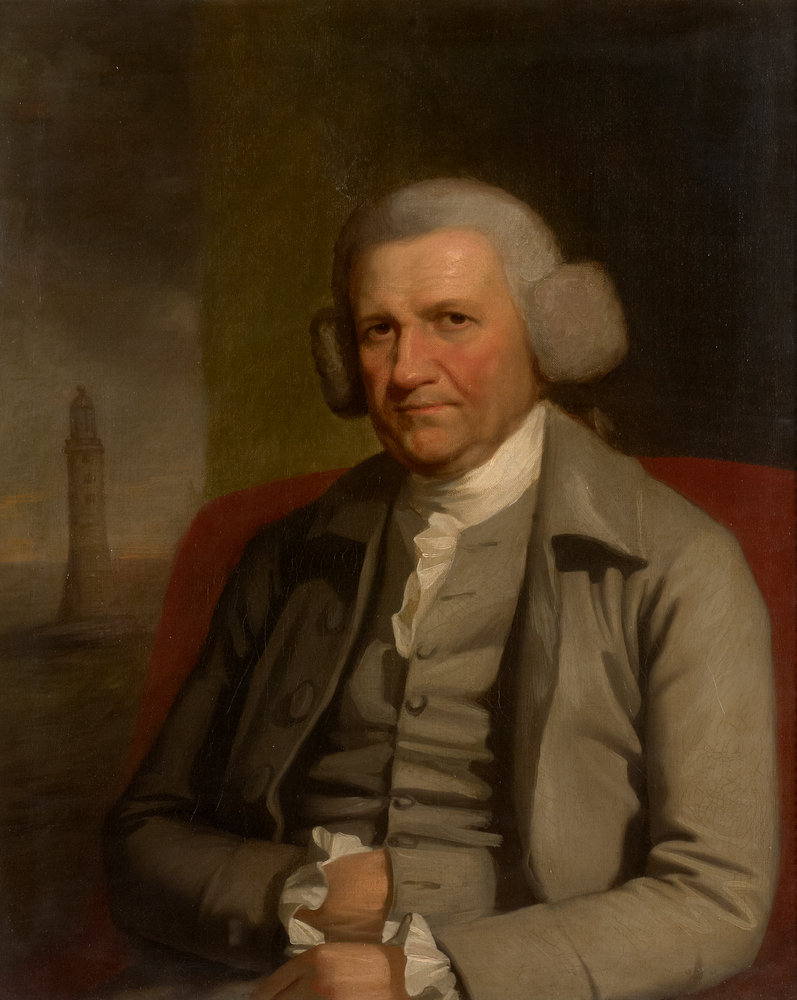
John Smeaton.

- Charles Sangster: Fahrrad 1895, Ariel-Dreirad 1898
- Servington Savary: Magnetisierung von Eisenstäben mit Magneten (1730), Heliometer (Doppelbildmikrometer) 1743
- Thomas Savery: Dampfmaschinen-Pumpe 1698
- Adam Sedgwick: Begründer der modernen Geologie. Er schlug sowohl die Devon- als auch die Kambrium-Periode als Bestandteile für die geologischen Zeitskala vor.
- James Sharp: Gasherd 1826
- John Shepherd-Barron: Geldautomat 1967
- Henry Shrapnel: Schrapnell Munition
- Clive Sinclair: Heimcomputer Sinclair ZX80 1980, ZX81 1981, Sinclair ZX Spectrum 1982, Elektrofahrzeug Sinclair C5 1981
- Percy Shaw: Katzenauge
- John Smeaton: hydraulischer Kalk (wasserfester Mörtel) um 1755, Wassermotor 1761, Lincolnshire-Kreuz (Universalwellkopf für Windmühlenflügelkreuze), schlauchversorgte Taucherglocke 1778
- Adam Smith: Begründer der klassischen Nationalökonomie
- George Smith (Assyriologe): Die Entdeckung und erste Übersetzung des Gilgamesch-Epos, einer der ältesten überlieferten literarischen Dichtungen der Menschheit, wird ihm zugerechnet.
- Francis Pettit Smith: Schiffspropeller 1836
- John Hanning Speke: Entdecker des Victoriasees
- Charles Stanhope: Eisen-Handpresse Stanhope-Presse um 1800, Gipsstereografie 1804
- William Edwards Staite: Rotationsdampfmaschine 1841, Bogenlampe 1846 (mit Petrie)
- Henry Morton Stanley: Afrikaforscher, Erkundung des Kongo
- John Kemp Starley: Fahrrad „Rover“ 1884
- Ernest Starling: Gemeinsam mit Wiliam Baylis entdeckte Bayliss 1902 das Hormon Sekretin und gemeinsam die Peristaltik des Verdauungstraktes; er verwendete auch erstmals den Begriff Hormon; Bayliss-Effekt
- John Stenhouse: Atemschutzmaske 1854

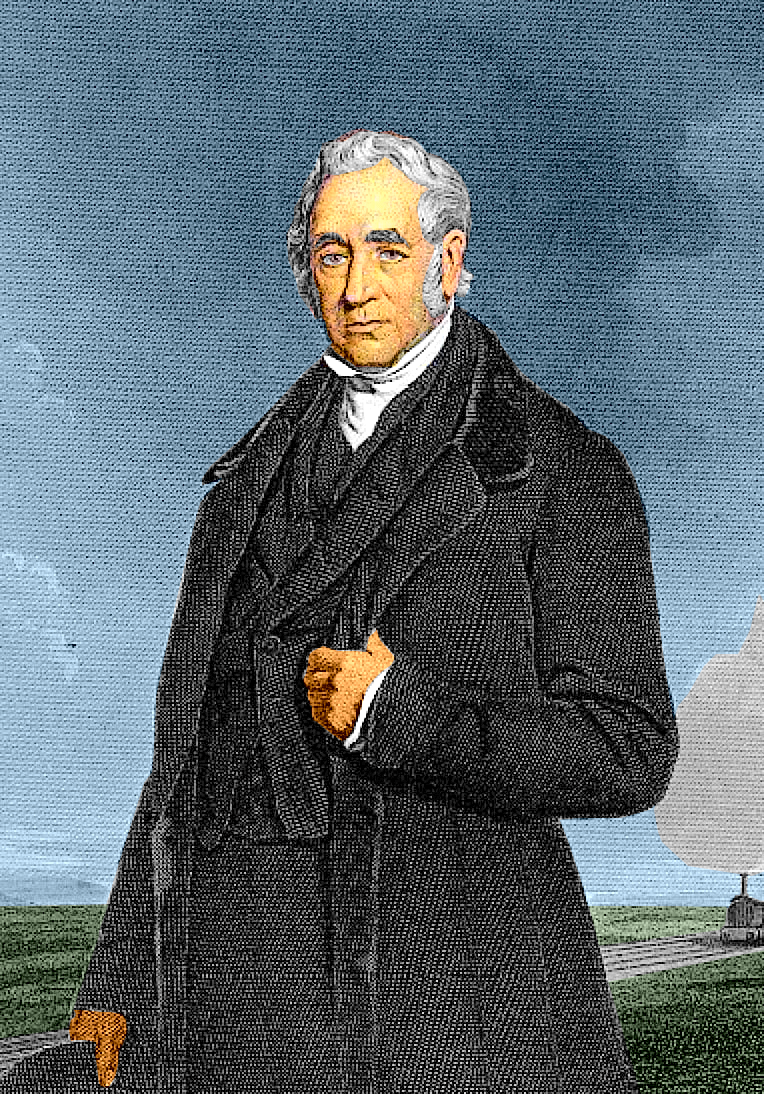
George Stephenson.

- George Stephenson: Dampflokomotive 1814 oder 1829
- Patrick Steptoe: In-vitro-Fertilisation (IVF) 1978 (mit Robert Edwards)
- Robert Stirling: Stirling-Motor 1816
- John Stringfellow: Starrflügelflugzeug
- William Sturgeon: Elektromagnet 1823/25, Galvanometer 1836
- Thomas Sutton: Spiegelreflex-Kamera 1861
- Joseph Wilson Swan: Glühlampe 1878

## T
- William Henry Fox Talbot: Fotogramm 1834, photographisches Negativ-Verfahren (Negativ-Positiv-Verfahren, fotogenische Zeichnung, Salzdruck) 1839/40
- Smithson Tennant: Chemiker, Entdeckung der chemischen Elemente Iridium und Osmium, 1804
- Sidney Thomas: Thomas-Verfahren (Eisenentphosphorung) 1876/77 (mit P. C. Gilchrist)
- Elihu Thomson: Widerstandsschweißen um 1877
- James Thomson: Leitapparat für Francis-Turbinen, Thomsonwehr
- Joseph John Thomson: Elektron, 1897 (Nobelpreis)
- Robert William Thomson: Bandsäge, elektrische Sprengstoffzündung 1841, Luftreifen 1845, Füllfederhalter 1849, Dampfkran 1850er, Vollgummireifen 1867

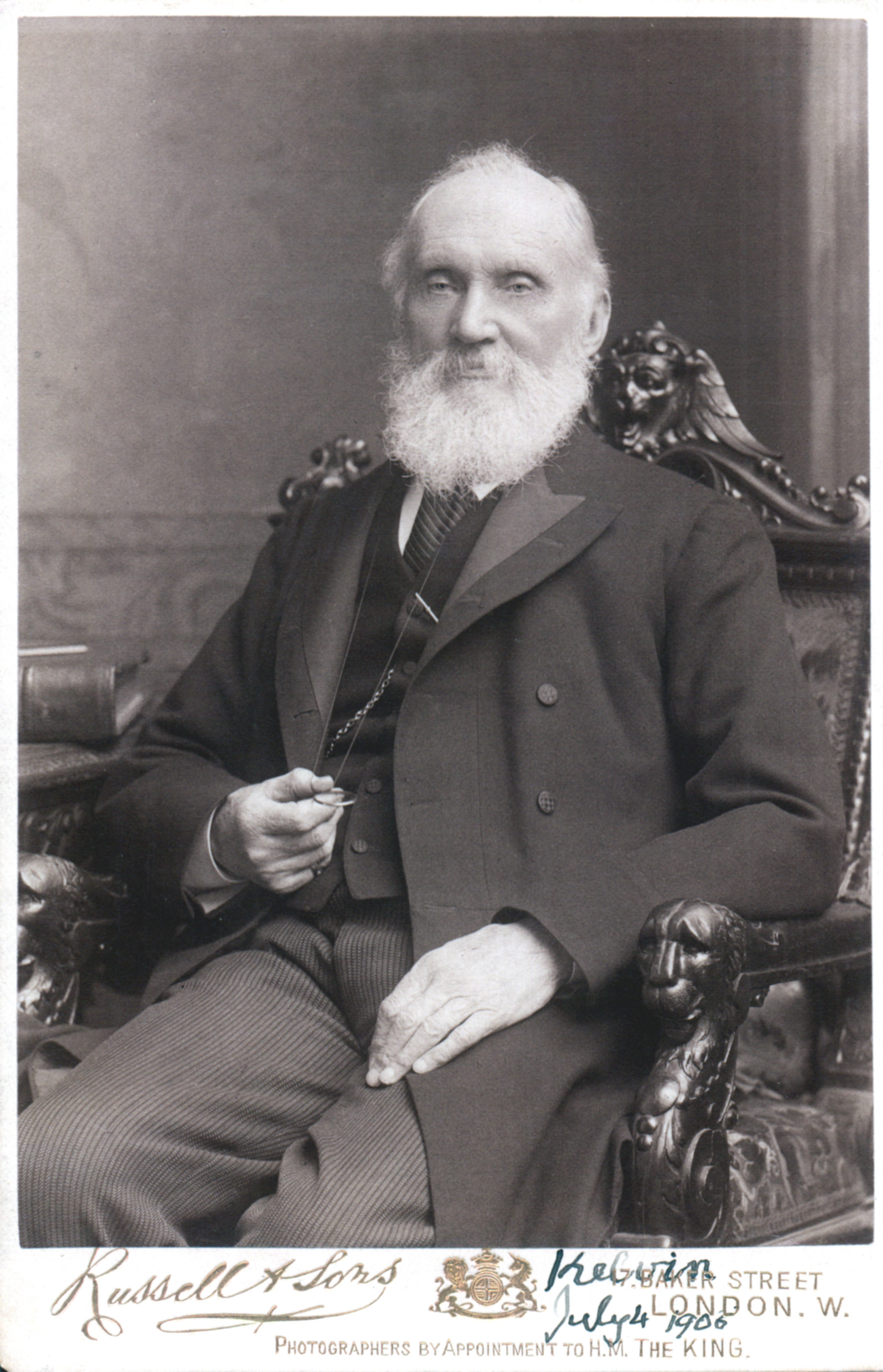
William Thomson, 1. Baron Kelvin, 1906

- William Thomson, 1. Baron Kelvin (Lord Kelvin of Largs): Prinzip der Wärmepumpe 1852, Gezeitenrechenmaschine 1872, Trockenkompass, Thomson-Brücke, Thomson-Effekt, Kelvin-Generator, Spiegel-Galvanometer, Spannungswaage, Quadranten-Elektrometer
- Thomas Tompion: Sautroghemmung vor 1720
- Richard Trevithick: Dampfwagen 1797/1801, Hochdruckdampfmaschine 1802, Dampflokomotive 1804, Dampfkrane, Dampfbagger, Schraubenpropeller, Schwimmdock, eiserne Bojen
- William Tritton: Miterfinder des Panzers (gemeinsam mit Walter Gordon Wilson; unabhängig davon ebenso Gunther Burstyn)
- Jethro Tull: Sämaschine 1708, Unkraut-Jäthacke
- Alan Turing: Turingmaschine;  maßgeblich an der Entzifferung der mit der Enigma verschlüsselten deutschen Funksprüche

## U
- Andrew Ure: Bimetall-Thermostat 1830

## V
- Philip Vaughan: Kugellager

## W
- Alfred Russel Wallace: Naturforscher, Wallace-Linie in Indonesien
- John Walker: Streichholz 1826
- Barnes Wallis: Rollbombe
- Samuel Wallis: Entdeckung der Insel Tahiti, 1767
- Frederick Walton: Linoleum 1860 oder 1863, Linkrusta-Tapete 1877
- Nathaniel Ward: Gewächshaus (Terrarium) um 1829
- Harry James Watt Bohrer für fast viereckige Löcher 1914
- Robert Watson-Watt: Radar 1919

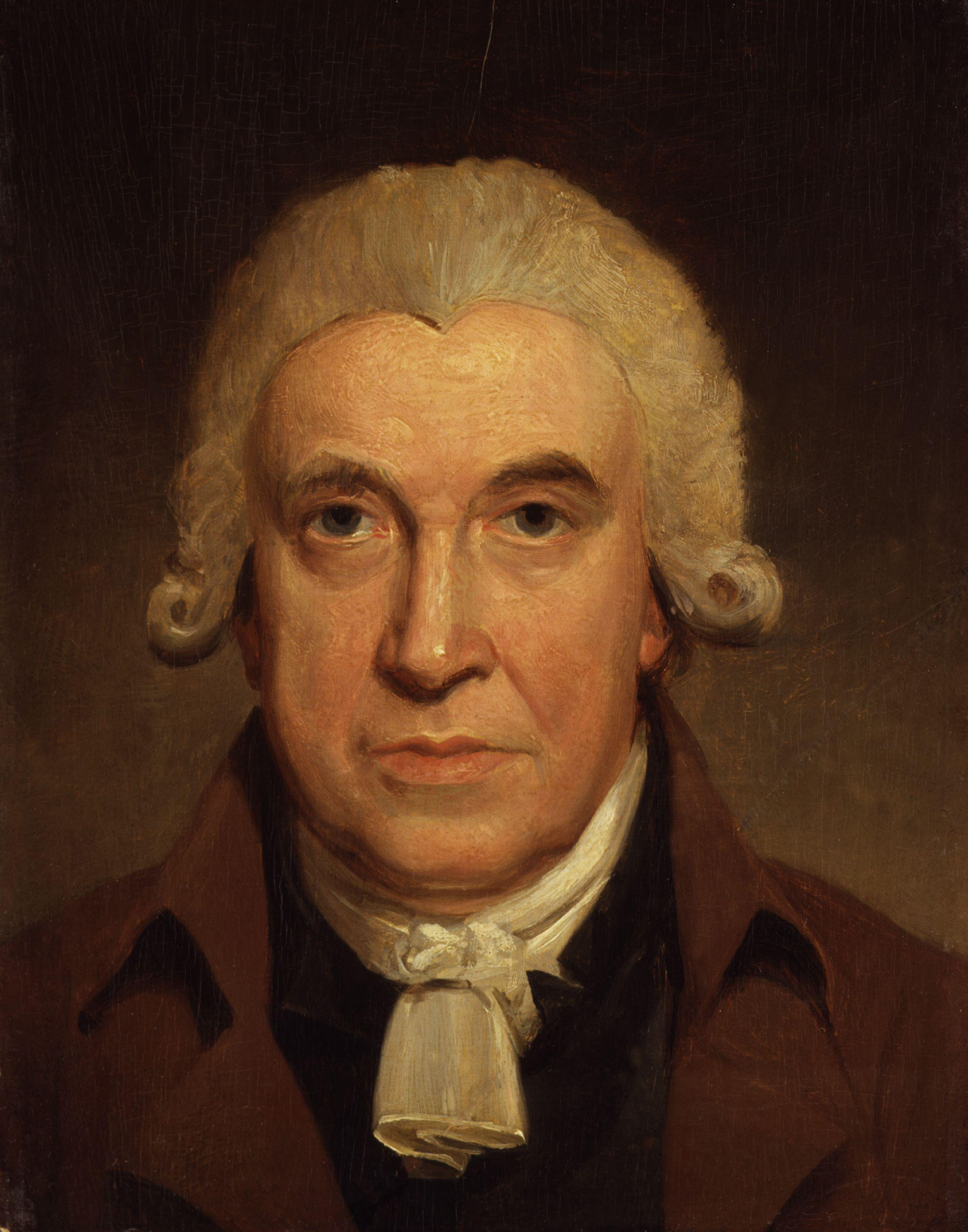
James Watt, 1797

- James Watt: Verbesserung der Dampfmaschine 1765, Patent 1769
- Josiah Wedgwood: Wedgwoodware 1768, Pyrometer 1782
- Ralph Wedgwood: Kohlepapier 1806
- Robert Weldon: Caisson-Schleuse 1792 (mit Erasmus Darwin)
- Walter Weldon: Weldon-Verfahren zur Herstellung von Chlor aus Salzsäure
- Charles Wheatstone: Symphonium 1828, Wheatstone-Brücke 1833, Rheostat 1840, Spiegelstereoskop 1833, Nadeltelegraf, Zeigertelegraf 1839, Playfair-Verfahren 1854
- Robert Whitehead: die ersten Torpedos mit eigenem Antrieb und Selbststeuerung (gemeinsam mit Giovanni Luppis)

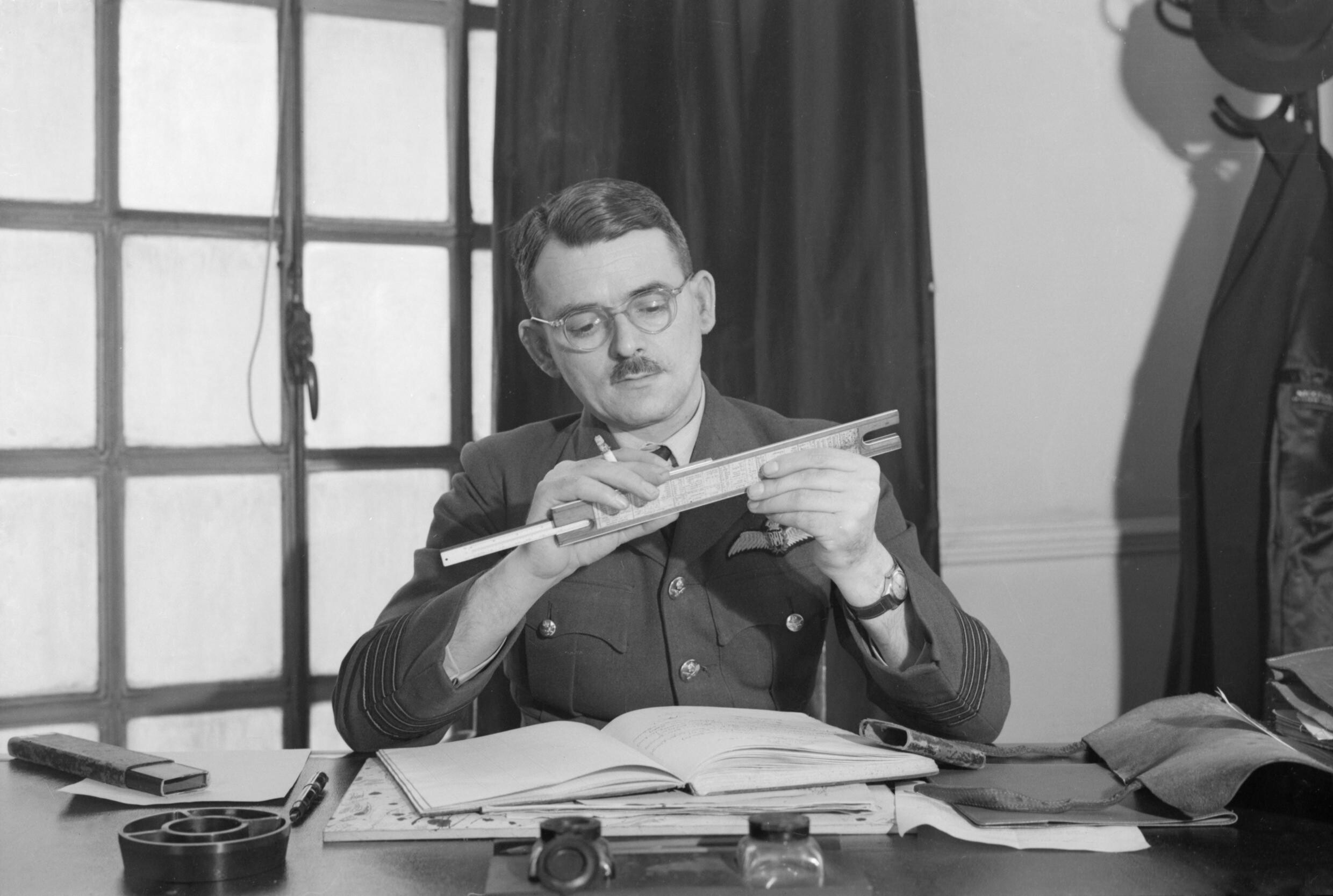
Frank Whittle

- Frank Whittle: Miterfinder des Düsenjets
- John Wilkinson: Präzisionsbohrmaschine zum Ausbohren von Kanonenrohren 1775
- Robert Wilson: Kosmische Hintergrundstrahlung (gemeinsam mit Arno Penzias)
- Walter Gordon Wilson: Miterfinder des Panzers (gemeinsam mit William Tritton; unabhängig davon ebenso Gunther Burstyn)
- James Wimshurst: Influenzmaschinen ab 1878 (Holtz-Wimshurst-Maschine, Wimshurstmaschine 1882/83, Mehrscheiben-Influenzmaschine 1896)
- William Hyde Wollaston: Chemiker, Wollaston-Prisma, Entdecker der chemischen Elemente Palladium und Rhodium, 1803
- Alexander Wood: Subkutannadel zur intravenösen Verabreichung von Medikamenten
- Christopher Wren: Regenmesser 1661
- Charles Romley Alder Wright: Heroin 1873/74 (mit Felix Hoffmann), Brennstoffzelle
- Arthur Wynne: Erfinder des Kreuzworträtsel

## Y
- Robert Yeates: Dosenöffner 1855 Patent 1858 (neben Ezra Warner)